# Carex acutiformis

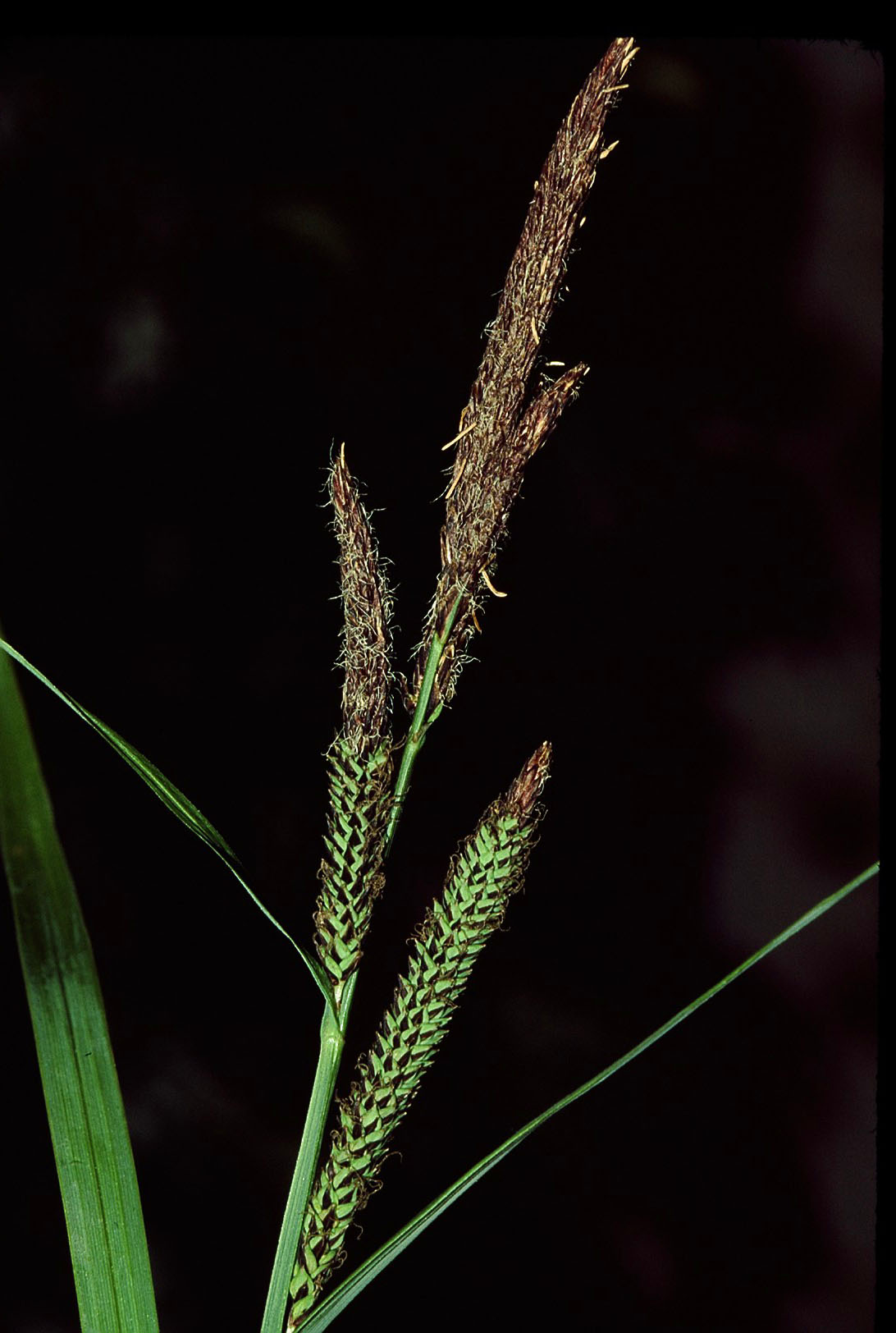
Carex acutiformis

Carex acutiformis (rogoz) este o plantă erbacee, ce poate atinge 150 cm înălțime cu frunze alungite tăioase din familia Cyperaceae, care trăiește răspândită mai ales în regiunile de pășuni umede, sau de mlaștină. Planta se poate confunda ușor cu rogozul negru (Carex nigra).